# Escudo de la República Popular de Donetsk
El escudo de la República Popular de Donetsk, es el símbolo nacional junto a la bandera, y el himno nacional.

## Historia
El escudo de la República popular, presenta la figura de un águila bicéfala de color plata como soporte heráldico, al medio un escudo de color rojo inspirado en la bandera de la antigua República Socialista Soviética de Donetsk-Krivoy Rog, con la imagen del Arcángel Miguel.

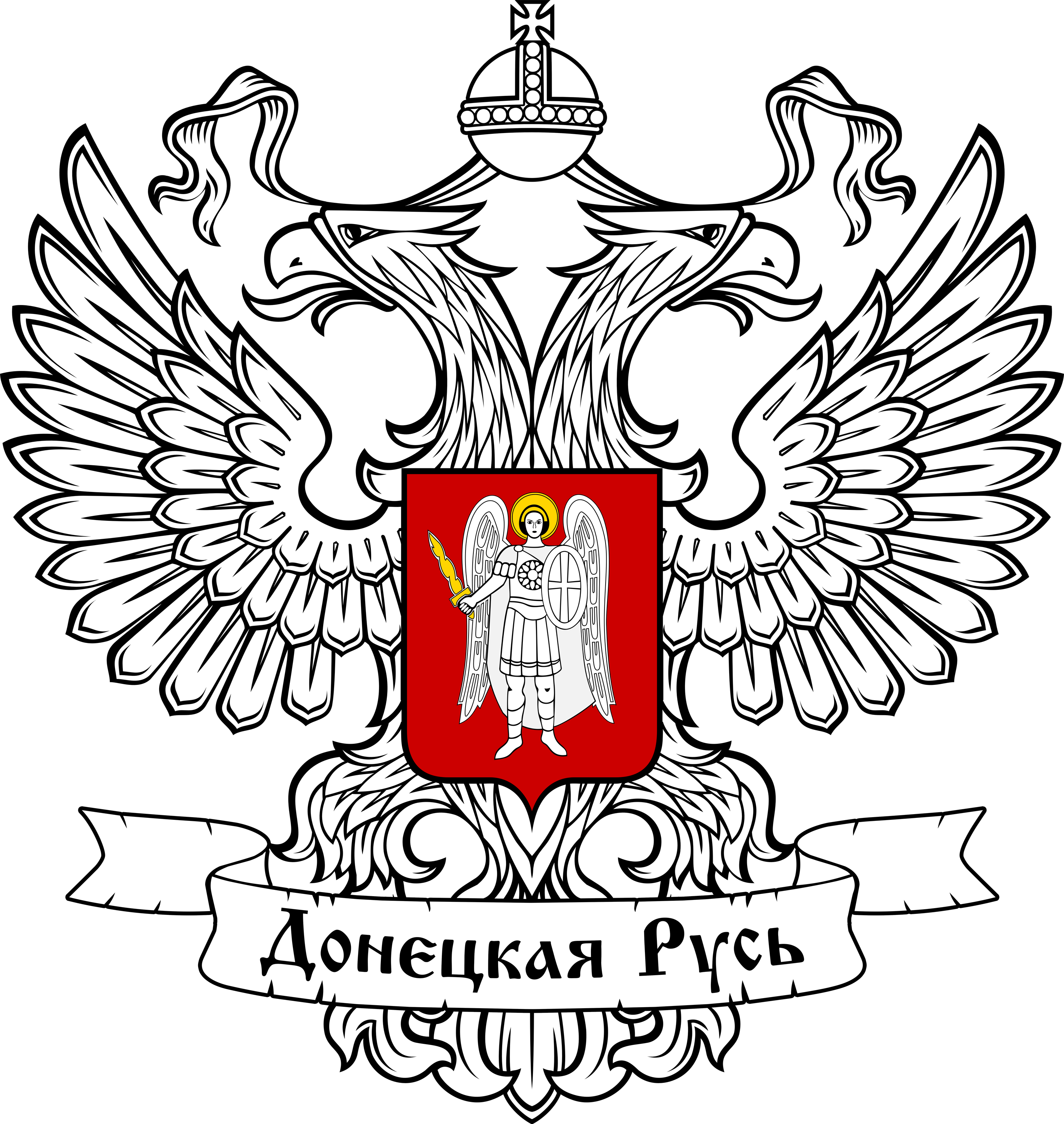
Primer escudo de armas de la República Popular de Donetsk (2014)
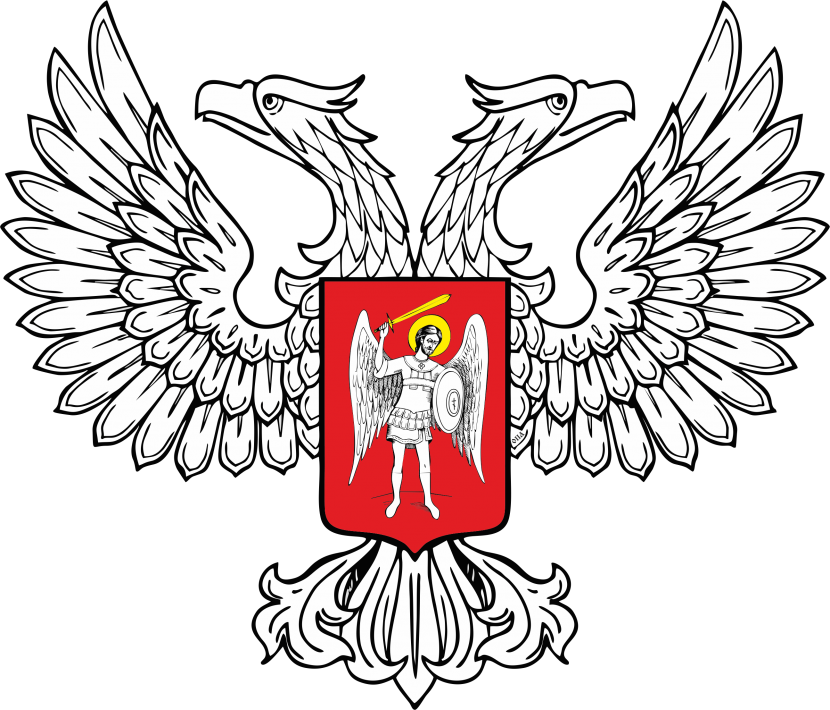
Segundo escudo de armas de la República Popular de Donetsk (2014-2022)
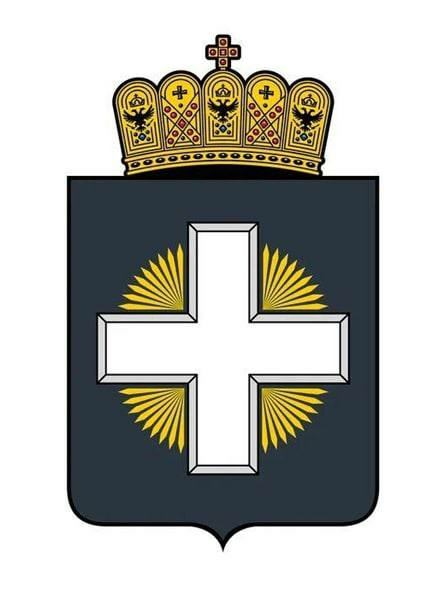
Propuesta de escudo de armas de la República Popular de Donetsk como entidad federativa de Rusia. (2022-presente)